# John Howard (1425-1485)

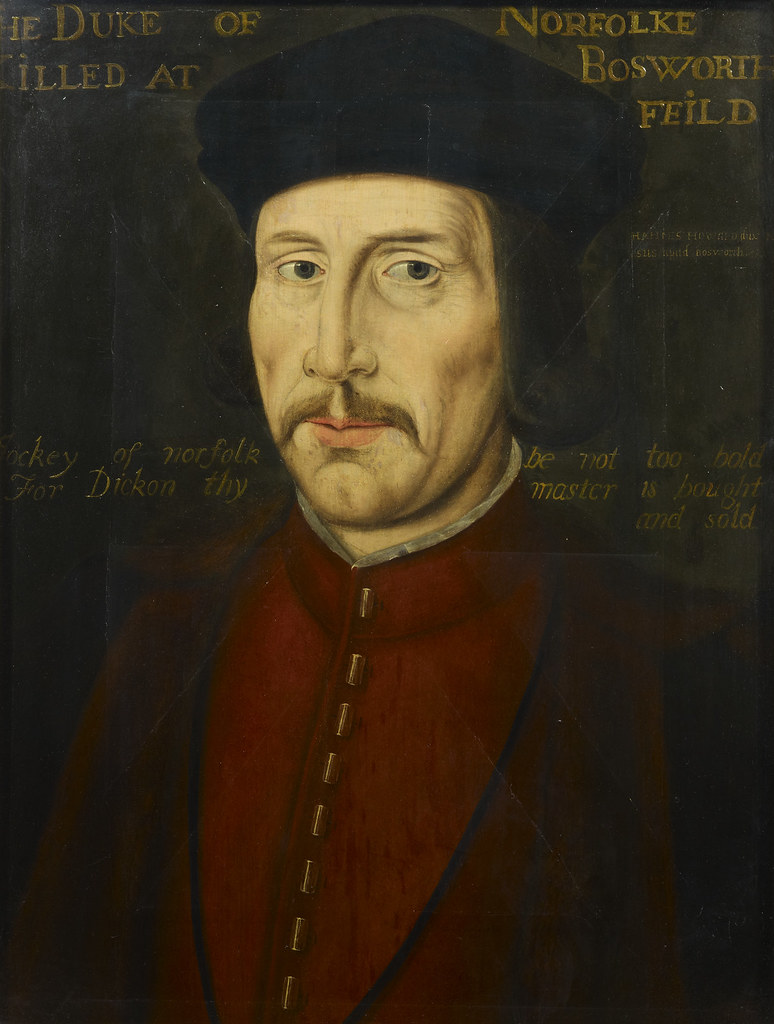
John Howard.

John Howard, hertog van Norfolk, (circa 1425 – Market Bosworth, 22 augustus 1485) was een Engelse edelman, soldaat en politicus.

## Levensloop
John Howard was een zoon van Sir Robert Howard van Tendring uit diens huwelijk met Margaret de Mowbray, dochter van Thomas Mowbray, hertog van Norfolk. Langs vaders kant stamde hij af van graaf Richard van Cornwall, Rooms-Duits koning en zoon van de Engelse koning Jan zonder Land, langs moeders kant stamde hij af van Thomas van Brotherton, graaf van Norfolk en zoon van koning Eduard I van Engeland, en Edmund van Lancaster, broer van Eduard I.
In 1436 erfde hij de bezittingen van zijn vader. In zijn jeugd maakte hij deel uit van de hofhouding van John Mowbray, hertog van Norfolk, en raakte betrokken bij diens conflict met William de la Pole, hertog van Suffolk. In 1453 raakte hij verzeild in een rechtszaak met Suffolks echtgenote Alice Chaucer. In 1449 werd Howard verkozen in het Parlement van Engeland en in de jaren 1450 oefende hij ook verschillende lokale functies uit. Vermoed wordt dat hij in 1452 ook aanwezig was bij de expeditie van Lord Lisle naar Guyenne, die eindigde met een Engelse nederlaag in de Slag bij Castillon op 17 juli 1453, die eveneens het einde van de Honderdjarige Oorlog betekende.
Tijdens de Rozenoorlogen was hij een fervent aanhanger van het huis York en na de Slag bij Towton werd hij op 29 maart 1461 door koning Eduard IV tot ridder geslagen. In hetzelfde jaar werd hij benoemd tot constable van de kastelen van Norwich en Colchester en ging hij ook deel uitmaken van de koninklijke hofhouding.
Ook nog in 1461 werd Howard High Sheriff in Norfolk en Suffolk en in de jaren 1462-1464 nam hij deel aan militaire campagnes tegen het huis Lancaster. In 1467 was hij als adelsmaarschalk aanwezig bij het belangrijkste riddertoernooi van het jaar, waarbij Anton van Bourgondië de strijd aanging met Anthony Woodville, en in hetzelfde jaar was hij een van de drie ambassadeurs die naar Bourgondië werden gestuurd om het huwelijk van Margaretha van York, zus van koning Eduard IV, met de Bourgondische hertog Karel de Stoute te regelen. In die periode werd hij ook lid van de Koninklijke Raad en in 1468 was hij een van de mannen die Margaretha van York naar het altaar begeleidde. In de jaren 1460 raakte John Howard tevens betrokken in het interne beleid van de Sint-Jansabdij in Colchester, waarvan hij de beschermheer was. Hij bemoeide zich na de dood van abt Ardeley in 1464 met de verkiezing van diens opvolger en hielp John Canon, aanhanger van het huis York, aan de overwinning. Nadat ook Canon in 1464 stierf, bemoeide Howard zich waarschijnlijk opnieuw met de verkiezing van abt Stansted. Ondertussen bleef hij opklimmen in de koninklijke huishouding: in 1467 werd hij lid van de Esquire of the Body en in 1468 werd hij schatbewaarder van de koninklijke hofhouding, een functie die hij behield tot aan de afzetting van koning Eduard IV in 1470. Daarnaast bezat hij zestien havezates in de omgeving van Stoke-by-Nyland, zeven daarvan had hij in 1462 van de koning gekregen en zes andere waren eerder in handen van John de Vere, graaf van Oxford. Rond 1463 verkocht hij een aantal van die havezates aan de zoon van zijn nicht Elizabeth Howard.
Nadat Eduard IV de troon had verloren, bleef de inmiddels rijk geworden Howard in Engeland. Op 15 oktober 1470 werd hij als Lord Howard naar het Parlement van Engeland gesommeerd en nadat koning Eduard IV in 1471 weer aan de macht was gekomen, werd hij in 1472 toegelaten tot de Orde van de Kousenband. In 1475 steunde hij de koning bij diens aanval op Frankrijk.
Bij de begrafenis van koning Eduard IV in april 1483 droeg hij de koninklijke banier. Hij steunde vervolgens de usurpatie van de troon door Richard III ten koste van diens neef Eduard V en droeg bij diens kroning de koninklijke kroon, terwijl zijn zoon Thomas het staatszwaard vasthield. Op 28 juni 1483 benoemde de nieuwe koning hem tot hertog van Norfolk, nadat Richard van Shrewsbury, de vorige eigenaar van deze titel en broer van koning Eduard V, tot buitenechtelijk kind werd verklaard. Richard III gaf hem eveneens de functies van adelsmaarschalk en Lord High Admiral van zowel Engeland, Schotland als Ierland.
Op 22 augustus 1485 vocht Howard aan de zijde van Richard III in de Slag bij Bosworth, waarin ze verslagen werend door Hendrik Tudor. Howard commandeerde de voorhoede en zijn zoon Thomas Howard diende als luitenant, maar hij sneuvelde nadat een pijl van de tegenstander hem in het hoofd had getroffen. Hij werd bijgezet in de priorij van Thetford, maar zijn lichaam werd na de Reformatie waarschijnlijk overgebracht naar de kerk van Framlingham. Na zijn dood werden zijn bezittingen in beslag genomen door Hendrik Tudor, die als Hendrik VII de Engelse troon besteeg.

## Huwelijken en nakomelingen
Op 29 september 1442 huwde hij met Catherine (overleden in 1465), dochter van William Moleyns. Ze kregen zes kinderen:
- Thomas (1443-1524), hertog van Norfolk
- Nicholas (overleden rond 1468)
- Elizabeth, huwde met Robert Mortimer
- Margaret (1445-1484), huwde met John Wyndham
- Anne (1446-1474), huwde met Edmund Gorges
- Jane (1450-1508), huwde in 1481 met John Timperley

Op 22 januari 1467 hertrouwde hij met Margaret (1436-1494), dochter van John Chedworth en reeds tweemaal weduwe. Uit dit huwelijk werd een dochter geboren:
- Catherine (overleden in 1536), huwde met John Bourchier, baron Berners